# Joey Crabb
Joseph Michael „Joey“ Crabb (* 3. April 1983 in Anchorage, Alaska) ist ein ehemaliger US-amerikanischer Eishockeyspieler und -trainer, der im Verlauf seiner aktiven Karriere zwischen 2001 und 2016 unter anderem 179 Spiele für die Atlanta Thrashers, Toronto Maple Leafs, Washington Capitals und Florida Panthers in der National Hockey League auf der Position des rechten Flügelstürmers bestritten hat. Darüber hinaus absolvierte Crabb über 500 Partien in der American Hockey League (AHL). 

## Karriere
Joey Crabb begann seine Karriere als Eishockeyspieler bei den Green Bay Gamblers aus der United States Hockey League (USHL), für die er in der Saison 2001/02 spielte. Anschließend wurde er im NHL Entry Draft 2002 als insgesamt 226. Spieler in der siebten Runde von den New York Rangers aus der National Hockey League (NHL) ausgewählt. Die folgenden vier Jahre spielte Crabb jedoch für das Eishockeyteam des Colorado College. Anschließend erhielt er einen Vertrag bei den Atlanta Thrashers, da er von den Rangers keinen Vertrag erhalten hatte und somit als Free Agent galt. In der Organisation der Thrashers spielte in seinen ersten beiden Jahren dort allerdings nur für deren Farmteam aus der American Hockey League (AHL), die Chicago Wolves, mit denen er 2008 den Calder Cup gewann.
Am 10. Dezember 2008 erzielte er im Spiel gegen die New York Rangers sein erstes NHL-Tor. Im Saisonverlauf kam Crabb zu 29 Einsätzen für die Atlanta Thrashers und erzielte neun Punkte. In der folgenden Saison spielte er allerdings wieder ausschließlich für die Chicago Wolves in der AHL und war mit 53 Punkten aus 79 Spielen einer der besten Scorer des Teams in der regulären Saison. Im Juni 2010 wurde er samt Marty Reasoner, Jeremy Morin und zwei Wahlrechten für den NHL Entry Draft 2010 an die Chicago Blackhawks abgegeben, wobei die Thrashers im Gegenzug Dustin Byfuglien, Ben Eager, Akim Aliu und Brent Sopel erhielten. Rund drei Wochen später unterschrieb er als Free Agent einen Kontrakt bei den Toronto Maple Leafs. Im Juli 2013 unterzeichnete der Stürmer einen Zweijahresvertrag bei den Florida Panthers. Diesen erfüllte er jedoch nicht, als ihn die New York Rangers im Oktober 2014 verpflichteten und im Gegenzug Andrew Yogan und Steven Kampfer nach Florida transferierten. Den Rest der Saison kam er ausschließlich beim Hartford Wolf Pack in der AHL zum Einsatz und erhielt nach Saisonende keinen neuen Vertrag.
In der Folge schloss sich Crabb im Oktober 2015 den Växjö Lakers aus der Svenska Hockeyligan (SHL) an, bevor er im Februar 2016 innerhalb der Liga zum Frölunda HC wechselte. Nach dem Gewinn der Schwedischen Meisterschaft beendete er im darauffolgenden Sommer seine Karriere im Alter von 33 Jahren. Anschließend war er in Saison 2016/17 kurzzeitig als Trainer an der University of Alaska Anchorage tätig.

### International
Für sein Heimatland spielte Crabb im Juniorenbereich bei der World U-17 Hockey Challenge 2000 und U18-Junioren-Weltmeisterschaft 2001. Mit der US-amerikanischen Nationalmannschaft spielte der Stürmer bei der Weltmeisterschaft 2012. Dort kam er in acht Turnierspielen zum Einsatz und bereitete dabei drei Tore vor. Bei allen Turnieren landete Crabb außerhalb der Medaillenränge.

## Erfolge und Auszeichnungen
- 2008 Calder-Cup-Gewinn mit den Chicago Wolves
- 2011 Teilnahme am AHL All-Star Classic
- 2016 Schwedischer Meister mit dem Frölunda HC

## Karrierestatistik

### International
Vertrat die USA bei:
- World U-17 Hockey Challenge 2000
- U18-Junioren-Weltmeisterschaft 2001
- Weltmeisterschaft 2012

(Legende zur Spielerstatistik: Sp oder GP = absolvierte Spiele; T oder G = erzielte Tore; V oder A = erzielte Assists; Pkt oder Pts = erzielte Scorerpunkte; SM oder PIM = erhaltene Strafminuten; +/− = Plus/Minus-Bilanz; PP = erzielte Überzahltore; SH = erzielte Unterzahltore; GW = erzielte Siegtore; 1 Play-downs/Relegation; Kursiv: Statistik nicht vollständig)